# Loose Mohan
Arumugam Mohanasundaram (Kanchipuram, 8 de febrero de 1928-Mylapore, 16 de septiembre de 2012), conocido popularmente como Loose Mohan, fue un actor de cine tamil que había actuado como un comediante en más de 1000 películas. Se le atribuye la popularización de Madras Bashai, un dialecto único de la lengua tamil que se habla en la ciudad de Chennai.

## Primeros años
Nacido en Kanchipuram alrededor de 1928. Mohan migró a Madrás a temprana edad y debutó a la edad de dieciséis años en la película de 1944, Harichandra como hijo de  P. U. Chinnappa. Sin embargo, la mayoría de sus éxitos fueron a finales de 1970 y 1980, cuando actuó como comediante junto a estrellas como Kamal Haasan y Rajinikanth.

## Carrera
La película de éxito de Mohan como comediante fue Rosapoo Ravikaikari de 1979. Desde entonces, Mohan había actuado en más de 1.000 películas, entre ellas cuatro películas en maratí, y una en bopurí, hindi y tulu. En 2000, Mohan fue galardonado con el premio Kalaimamani por el Gobierno de Tamil Nadu.